# FV 1912 Mettingen
Der FV 1912 Mettingen war ein deutscher Fußballverein mit Sitz im Stadtteil Mettingen der baden-württembergischen Kreisstadt Esslingen am Neckar im gleichnamigen Landkreis.

## Geschichte

### Gründung bis Zweiter Weltkrieg
Der Verein wurde im Jahr 1912 gegründet. Innerhalb der Kreisliga Cannstatt belegte die Mannschaft nach der Saison 1930/31 mit 19:25 Punkten den neunten Platz. In der Qualifikation zum Tschammerpokal 1942 scheiterte die Mannschaft mit 1:10 am VfB Stuttgart. Zur Saison 1944/45 stieg die Mannschaft aus der Bezirksliga in die Gauliga Württemberg auf, dort wurde der Verein dann in die Staffel 3 eingegliedert. Durch den fortschreitenden Zweiten Weltkrieg konnte die Mannschaft bis zum Abbruch der Spielzeit nur fünf Partien absolvieren. Zu dieser Zeit lag die Mannschaft mit 3:7 Punkten auf dem 5. Platz der Tabelle.

### Nachkriegszeit
Nach der Saison 1954/55 qualifizierte sich die Mannschaft für die Aufstiegsrelegation zur 2. Amateurliga Württemberg. Mit 20:13 Punkten platzierte sich der Verein auf dem ersten Platz der Runde und durfte damit zur nächsten Saison aufsteigen. Zur Saison 1955/56 wurde die Mannschaft in der neuen Spielklasse dann in die Staffel 6 eingeteilt und konnte mit 24:28 Punkten und dem 10. Platz die Liga dann auch halten.
Nach der Saison 1958/59 durfte die Mannschaft, als Staffelsieger, an der Aufstiegsrunde zur 1. Amateurliga Württemberg teilnehmen. Mit 6:14 Punkten reichte es jedoch nur für den 5. Platz, womit man sich nicht für den Aufstieg qualifizieren konnte. Nach der Saison 1960/61 stand dann über den 13. Platz mit 22:34 Punkten auch noch der Abstieg aus der 2. Amateurliga an. Zwar stieg die Mannschaft nach der darauf folgenden Saison 1961/62 sofort wieder auf, jedoch stieg nach der Saison 1963/64 mit 18:38 Punkten über den 15. und damit letzten Platz auch gleich wieder ab.
Der Verein war dann nachweislich noch bis mindestens in den Mai 1979 eigenständig. In den 1980er Jahren fusionierte der Verein dann mit dem TV Mettingen, zum heutigen SV Mettingen.